# Квотатив
Квотати́в (от англ. quote «цитата»), также цитати́в, пересказывательное наклонение — в лингвистике показатель, указывающий на то, что высказывание представляет собой цитату или пересказ полученной с чужих слов информации. Таким образом, термин используются два обозначения двух различных понятий:
- квотатив как средство введения в текст буквальной цитаты;
- квотатив как разновидность категории эвиденциальности (косвенная засвидетельствованность, когда описывается информация, полученная от третьего лица).

В англоязычной литературе термин используется, как правило, во втором смысле.

## Типы квотативных показателей и их источники
Подробную характеристику квотатива как показателя цитации даёт немецкий исследователь Том Гюльдеман. Он описывает квотатив как лингвистическое выражение, используемое рассказчиком, чтобы обозначить слушателям, когда в его (рассказчика) речь вводятся чужие слова (англ. a segmentally discrete linguistic expression which is used by the reporter for the orientation of the audience to signal in his/her discourse the occurrence of an adjacent representation of reported discourse). При этом чужая речь понимается в широком смысле и включает в себя не только произнесённые тексты, но и обозначения состояния человека в целом.
В классификации Гюльдемана квотативы, или квотативные индексы, делятся на предикативные и непредикативные. К предикативным показателям квотатива относятся собственно «квотативные глаголы», предикаторы. К непредикативным — квотативные комплементайзеры или квотативные соединители (англ. quotative clause linking marker). Также вводится особый термин «квотативный маркер» для остальных типов непредикативного присоединения цитаты.
В том же исследовании выделяются следующие основные источники квотативных показателей:
1. глаголы речи (например, «говорить», «рассказывать»)
2. глаголы сравнения, инхоативные глаголы, глаголы действия (англ. be(come), англ. do, make, англ. go).
3. маркеры сравнения и образа действия (англ. like, англ. as, англ. thus, англ. so)
4. указательные местоимения (этот, тот)
5. маркеры существования (англ. it is, англ. there is)
6. местоимения, относящиеся к говорящему.

Гюльдеман уделяет особое внимание выражению квотатива через маркер сравнения, подобный английскому like, ср. And he’s like, “That’s great!” «А он такой, типа, “Это просто отлично!”». В исследовании разбираются примеры аналогичных маркеров в языках мандинка и гола.
Так, в языке мандинка существует квотативный маркер kó, который может выступать как в роли предикатора, так и в роли квотативного соединителя (англ. quotative clause linking marker). Поскольку маркер сравнения имеет такую же фонетическую форму и появляется в этой же форме в составном союзе kó níŋ „как если бы“ (где níŋ — «если, когда; и, с»), Гюльдеман приходит к заключению, что возможно рассматривать маркер сравнения как источник квотатива, хотя традиционно считается, что маркер сравнения kó происходит из квотативной конструкции í sí à fó kó (2 лицо потенц. 3 лицо квот.) «как говорится; как» или просто í kó (2 лицо квот.)

## Квотатив как показатель цитации в языках мира

### В японском языке

#### Частица と
Квотатив активно используется в японском языке. Для этого в предложение вводится специальная постпозитивная частица と „то“.
| 石田さん                                         | は   | 「トマトが好きじゃない」 | と       | 言いました。 |
| исида-сан                                        | ва   | „томато га суки дзя най“ | то       | иимасита     |
| Господин Исида                                   | тема | помидор-nom. любить-neg. | квотатив | говорить-PST |
| Господин Исида сказал, что он не любит помидоры. |      |                          |          |              |

После частиц в конце предложения стоит глагол. Частица と может присоединять несколько типов глаголов.
1. Глаголы, обозначающие говорение (言う иу, 話す ханасу, 述べる нобэру, 硬る катару и т. п.)
| 「大変遺憾に思っている」         | と       | 述べる。     |
| „тайхэн икан ни омоттэиру“       | то       | нобэру       |
| очень сожаление чувствовать-NPST | квотатив | говорить-PST |
| Он говорит, что очень сожалеет   |          |              |

2. Глаголы думания (思う омоу, 考える кангаэру — „думать“, 予想する ёсо:суру — „предполагать“)
| 値段                      | が   | 高くなる   | と       | 思っている。 |
| нэдан                     | га   | такакунару | то       | омоттэиру    |
| цена                      | рема | вырасти    | квотатив | думать-NPST  |
| Думаю, что цены вырастут. |      |            |          |              |

3. Глаголы фиксирования информации (書く каку — „писать“, 記録する кирокусуру — „записывать“)
| ここ                                 | に    | 禁煙           | と       | 書いてある。     |
| коко                                 | ни    | кинъэн         | то       | кайтэару         |
| это место                            | косв. | запрет курения | квотатив | писать-PASS-NPST |
| »Здесь написано: «курить запрещено»« |       |                |          |                  |

4. Глаголы передачи информации (伝える цутаэру и др.)
| 今日                                                | 山田部長        | が   | 会社  | に    | 居ない    | と       | 伝えた。       |
| кё:                                                 | ямада-бутё:     | га   | кайся | ни    | инай      | то       | цутаэта        |
| сегодня                                             | начальник Ямада | рема | фирма | косв. | есть-neg. | квотатив | передавать-PST |
| »Передал, что начальника отдела Ямада сегодня нет.« |                 |      |       |       |           |          |                |

5. Реакции на принятую информацию (感じる кандзисуру — „чувствовать“). При таких глаголах придаточная часть оформляется союзом と言って　то иттэ.
| 社長                                             | に    | 叱られた      | といって | 怒っていました。 |
| сятё:                                            | ни    | сикарарэта    | то иттэ  | окоттэимасита    |
| начальник                                        | косв. | отругать-PASS | квотатив | сердиться-PST    |
| Он был рассержен тем, что его отругал начальник. |       |               |          |                  |

В разговорной речи союз と то часто заменяется на って ттэ.

#### Служебное слово そう
Сочетаясь с простыми формами прилагательных и глаголов (простое настоящее-будущее, прошедшее время), служебное слово そう　со: показывает передачу информации с чужих слов (говорят, что…).

| 山田さんは                              | 大阪へ   | 行ったそうです。 |
| ямада-сан ва                            | о:сака э | итта со: дэсу    |
| „Говорят, что г-н Ямада уехал в Осаку.“ |          |                  |

| あそこに                    | 大変暖かい      | そうだ。 |
| асоко ни                    | тайхэн ататакай | со: да   |
| „Говорят, там очень тепло.“ |                 |          |

Помимо такого употребления, используется конструкция типа «так называемый» (яп. ということだ то иу кото да). Эта конструкция используется в японском гораздо чаще, чем в русском, и может быть введена для обозначения любого объекта с более или менее эмоционально маркированным говорящим названием.

### В грузинском языке
В грузинском языке существует маркирование квотатива при помощи двух разных суффиксов, в зависимости от лица говорящего: -მეთქი для первого лица и -ო для второго и третьего лица.

#### Квотатив первого лица
| მოხუცმა | იტირა,      | როცა  | ვუთხარი,         | რომ | თქვენი | ვაჟიშვილი   | ჯარში   | უნდა   | წავიდეს     | -მეთქი.    |
| Mokhutsma | it’ira      | rotsa | vutkhari         | rom | tkveni | vazhishvili | jar-shi | unda   | ts’avides   | metki.     |
| Он-ERG | плакать-AOR | когда | я сказал-AOR ему | что | твой   | сын-NOM     | в армию | должен | он идет-OPT | 1 л. quot. |
| „Старик заплакал, когда я сказал ему, что его сын должен отправиться в армию“ букв. „что 'твой сын должен пойти в армию.'“ |             |       |                  |     |        |             |         |        |             |            |

#### Квотатив второго и третьего лица
| კახეთწი | კი  | ინტურისტის   | ექსკურსიას    | უნდა   | გაყვე                   | ო.           |
| K’akhet-shi | k’i | int’urist’is | eksk’ursias   | unda   | gaqve                   | o.           |
| В Кахети | но  | Интурист-GEN | экскурсия-DAT | должен | ты сопровождать-OPT это | 3 лицо quot. |
| «Но (сказали), что я должен был сопровождать экскурсию „Интуриста“ в Кахети» букв. «что 'ты должен сопровождать'» |     |              |               |        |                         |              |

## Квотатив как показатель эвиденциальности в языках мира

### Влезгинском языке
В лезгинском языке показатель квотатива (Hearsay Evidential) -lda представляет собой редуцированный хабитуалис luhuda «говорит/говорят».
| Qe                                | sobranie | že-da-lda.    |
| Сегодня                           | собрание | быть-fut-quot |
| «Говорят, сегодня будет собрание» |          |               |

### В немецком языке
Для передачи чужих слов в немецком языке используется особая глагольная форма конъюнктива (Konjunktiv I), например:
Frau Rieck, die unser Versteck natürlich kannte, hatte uns wissen lassen, dass ihrer Meinung nach die Gestapo noch einmal da gewesen sei. Sie habe sich im Treppenhaus aufgehalten, als sie zwei Männer vor unserer Wohnungstür entdeckte. «Suchen Sie die Deutschkrons?» hatte sie gefragt. Als die Männer bejahten, habe sie auf die zahlreichen Milchflaschen vor unserer Wohnungstür gewiesen und gesagt: «Sie sehen doch, dass die Deutschkrons verreist sind.» Dann seien die Männer wieder abgezogen [Deutschkron, 1997: 41].
В настоящее время форма используется довольно редко, только в официальной письменной речи, в разговорной и художественной речи практически не используется.

### В русском языке
Некоторые исследователи считают, что в русском языке квотатив выражается при помощи вводных слов типа кажется, вроде, как будто, говорят. Так же некоторые из таких структур, как мол, де, дескать, а также выражений типа по сообщению…, как сказал один… Т. В. Булыгина и А. Д. Шмелёв характеризуют как «квотативы», которые проявляются в тех случаях, если говорящий опирается на информацию, полученную от другого лица.